# Ragnar Nurkse
Ragnar Nurkse (n. 5 octombrie 1907, Käru⁠(d), Regiunea Järva, Estonia – d. 6 mai 1959, Vevey, cantonul Vaud, Elveția) a fost un economist și autor de politici economice de origine estonă, specialist în domeniul finanțelor internaționale și al dezvoltării economice.

## Biografie
Ragnar Nurkse s-a născut în satul Käru, aflat atunci în Gubernia Livonia din Imperiul Rus (acum în comuna Käru, comitatul Rapla, Estonia), ca fiul unui tată eston care a evoluat de la meseria de tăietor de lemne până la cea de administrator de moșie și al unei mame suedezo-estone. Părinții lui au emigrat în Canada în anul 1928.
După ce a urmat școala primară în limba rusă, Nurkse a studiat la Școala Catedralei din Tallinn, cel mai prestigios liceu în limba germană din oraș, pe care l-a absolvit cu onoruri în 1928. Și-a continuat studiile la Facultatea de Drept și Economie din cadrul Universității din Tartu între 1926 și 1928 și apoi la Facultatea de Economie a Universității din Edinburgh. A absolvit cu licență în economie, sub conducerea profesorului Sir Frederick Ogilvie, în 1932. El a obținut o bursă Carnegie pentru a studia la Universitatea din Viena din 1932 până în 1934.
Nurkse a lucrat la Departamentul Financiar și la Serviciul de Informații Economice ale Ligii Națiunilor din 1934 până în 1945. El a fost analist financiar și a fost în mare parte responsabil pentru publicarea studiilor monetare anuale. El a fost, de asemenea, implicat în elaborarea studiilor The Review of World Trade și World Economic Surveys și a raportului Delegației de cercetare a Depresiunilor Economice intitulat „Tranziția de la economia de război la economia de pace”.
În 1945 Nurkse a acceptat numirea ca profesor la Universitatea Columbia din New York. A fost lector invitat la Universitatea Columbia din 1945 până în 1946, apoi a fost membru al Institutului pentru Studii Avansate de la Princeton, New Jersey, din 1946 până în 1947, și a revenit la Columbia ca profesor asociat de economie în 1947. În 1949 a fost promovat la rangul de profesor de economie, o poziție pe care a deținut-o aproape până la moartea sa, în 1959. Nurkse a petrecut un an sabatic (1954-1955) la Colegiul Nuffield din cadrul Universității din Oxford și în 1958-1959, încă un an sabatic în care a studiat dezvoltarea economică la Universitatea din Geneva și a ținut prelegeri în întreaga lume.
În 1958 Ragnar Nurkse a acceptat postul de profesor de economie și de director al Secției de Finanțe Internaționale la Universitatea Princeton. Cu toate acestea, înainte de a putea prelua aceste posturi, Nurske a murit subit la vârsta de 52 de ani, atunci când a revenit la Geneva în primăvara anului 1959.
Cu ocazia aniversării a 100 de ani de la nașterea sa, pe 5 octombrie 2007, Poșta Estonă a emis un timbru comemorativ în onoarea lui Nurkse. Un mare monument de piatră cu o placă comemorativă a fost dezvelit, de asemenea, în fața casei în care s-a născut în Käru. El a fost, de asemenea, onorat anterior, în anul 2007, prin inaugurarea unei serii de prelegeri organizate de Banca Estoniei și printr-o conferință internațională organizată de Universitatea Tehnologică din Tallinn în cadrul programului de Guvernare Tehnologică. Un post de profesor de economie la Universitatea Columbia îi poartă numele.

## Lucrări
Nurkse este unul dintre părinții fondatori ai disciplinei universitare Economia dezvoltării. Împreună cu Paul Rosenstein-Rodan și Kurt Mandelbaum, el a promovat „teoria big push”, a subliniat rolul economiilor și a formării capitalului în dezvoltarea economică,și a susținut că țările sărace au rămas sărace din cauza unui cerc vicios al sărăciei. Printre lucrările sale majore sunt International Currency Experience: Lessons of the Interwar Period (1944), textul Acordului de la Bretton Woods, Conditions of International Monetary Equilibrium (1945) și Problems of Capital Formation in Underdeveloped Countries (1953).

## Viața particulară
Ragnar Nurkse s-a căsătorit cu Harriet Berger din Englewood, New Jersey în 1946, iar soții au avut doi fii. Unul dintre ei este poetul Dennis Nurkse.

## Legături externe
- Hans-Heinrich Bass: Ragnar Nurkse's Development Theory: Influences and Perceptions. In: R. Kattel, J. A. Kregel, E. S. Reinert (Hrsg.): Ragnar Nurkse (1907–2007). Classical Development Economics and its Relevance for Today. London: Anthem Press, S. 183–202. (PDF; 94 kB)
- Ragnar Nurkse Papers at Seeley G. Mudd Manuscript Library, Princeton University